# Зиково (Новосибірська область)
Зиково (рос. Зыково) — селище у Венгеровському районі Новосибірської області Російської Федерації.
Входить до складу муніципального утворення Новотартаська сільрада. Населення становить 360 осіб (2010).

## Історія
Згідно із законом від 2 червня 2004 року органом місцевого самоврядування є Новотартаська сільрада.

## Населення
| 2002 | 2007 | 2010 |
| ---- | ---- | ---- |
| 392  | ↘370 | ↘360 |